# Медиобазальные отделы коры головного мозга
Медиобазальные (медиальные) отделы коры головного мозга — образования древней (archicortex), старой (paleocortex) и промежуточной или переходной (periallocortex) коры, сохраняющие тесные связи с неспецифическими ядрами таламуса, базальными ганглиями и другими неспецифическими образованиями, например, ретикулярной формацией и ядрами промежуточного мозга. В концепции А. Р. Лурии о трех функциональных блоках мозга медиобазальные отделы больших полушарий относятся к первому, энергетическому блоку, основная функция которого заключается в регуляции уровня активации (тонуса) головного мозга. Отмечается, что проблема данных отделов изучена мало, однако имеющиеся данные говорят о важной роли медиобазальных отделов коры в регуляции состояний мозга, управлении тонусом коры, регуляции человеческих влечений и эмоций. Также описаны нарушения сознания и избирательности психических процессов, в частности, памяти, при поражениях данных мозговых структур.

## История изучения
Первоначально медиобазальная кора и некоторые связанные с ней отделы мозга объединялись исследователями в структуру под названием «обонятельный мозг», однако в дальнейшем адекватность выделения такого образования не подтвердилась. На следующем этапе изучения возникло понятие «висцеральный мозг» — в пользу него свидетельствовала тесная связь медиобазальных отделов с верхними образованиями ствола мозга и структурами гипоталамуса, функции которых связывались с работой вегетативной нервной системы.
Позднее начали появляться исследования, подтверждающие участие медиобазальных отделов коры головного мозга не только в вегетативной регуляции, но и в регуляции элементарных потребностей и аффектов. На современном этапе изучения проблемы происходит разделение функций височных и лобных областей медиобазальной коры на основании исследования локальных поражений мозга в данных зонах.
Кроме того, современные исследования височной эпилепсии относят медиальную область височных долей к первичным очагам возникновения приступов. Благодаря тесным связям этой области со многими структурами мозга, процесс возбуждения быстро распространяется на лобные доли и неспецифические структуры мозга, с которыми связана медиобазальная кора. Вследствие этого у больных височной эпилепсией тяжелые нарушения сознания и памяти, также проявляющиеся при поражениях данных зон, имеющих другие причины возникновения.

## Поражение лобных медиобазальных отделов
Тема поражения лобных долей медиобазальных отделов коры головного мозга относительно неплохо изучена в нейропсихологии. Выяснено, что при данных нарушениях восприятие любого рода, сложные движения и речь остаются сохранными по своей сути, однако последняя приобретает вялый, монотонный характер. У больных с поражениями медиобазальных лобных отделов коры ключевым нарушением является явное снижение тонуса и быстрая утомляемость, вследствие чего успешное начало каких-либо действий достаточно быстро приводит к проявлениям акинезии, похожим на ступор. Настроение таких больных колеблется между безразличием и депрессией, тоской.
При этом, данные нарушения являются фоном для более специфических проявлений поражения лобных медиобазальных отделов. Центральными дефектами в одних случаях становятся нарушения сознания, в других — памяти. Больные с подобными дефектами часто могут быть дезориентированы во времени и пространстве, не способны узнать знакомых людей или даже рассказать свою биографию. Нарушается избирательность такого психического процесса, как память — в рассказах больного присутствуют бесконтрольные ложные вплетения, конфабуляции. В тяжелых клинических случаях состояние больного приближается к онейроидному.

## Поражение височных медиобазальных отделов
Исследования в области неврологии говорят о том, что поражение височных отделов медиобазальной коры ведет к возникновению обонятельной и вкусовой агнозий, при которых человек не может опознавать запахи или чувствовать вкус. Ошибочно относить данные нарушения к выделяемому в классической нейропсихологии височному синдрому, поскольку медиобазальные области, как было сказано выше, относятся к первому функциональному блоку мозга.

## Дополнительная информация
- Учитывая особенности связи медиобазальной лобной коры с базальными ганглиями и вовлеченность этих отделов в регуляцию поведения, в частности, в подавление (торможение) импульсивных и неадекватных реакций, некоторые исследователи предлагают рассматривать данные структуры мозга как четвертый функциональный блок мозга — блок «регуляции адаптационных процессов».[6]
- Исследование больных с внутримозговыми опухолями височных долей позволяет говорить о том, что специфические психические расстройства при поражении медиобазальных отделов коры головного мозга не наблюдаются.[7]